# 定文镇
定文镇，是中华人民共和国四川省乐山市犍为县下辖的一个乡镇级行政单位。2019年12月，撤销新盛乡，将原新盛乡和原伏龙乡伏龙场社区2组、前进村、黄桷村、新建村、一心村、三冲村所属行政区域划归定文镇管辖。

## 行政区划
定文镇下辖以下地区：
定文场社区、洪流村、新生村、方井村、上场村、金山村、金陵村、永乐村、大水村、炮房村、四和村和丝房村。